# Município de Stock (condado de Noble, Ohio)
O município de Stock (em inglês: Stock Township) é um município localizado no condado de Noble no estado estadounidense de Ohio. No ano de 2010 tinha uma população de 325 habitantes e uma densidade populacional de 5,09 pessoas por km².

## Geografia
O município de Stock encontra-se localizado nas coordenadas 39° 44′ 16″ N, 81° 20′ 49″ O. Segundo o Departamento do Censo dos Estados Unidos, o município tem uma superfície total de 63.79 km², da qual 63,71 km² correspondem a terra firme e (0,13 %) 0,08 km² é água.

## Demografia
Segundo o censo de 2010, tinha 325 pessoas residindo no município de Stock. A densidade populacional era de 5,09 hab./km². Dos 325 habitantes, o município de Stock estava composto pelo 97,23 % brancos, o 1,85 % eram asiáticos, o 0,92 % eram de outras raças. Do total da população o 0 % eram hispanos ou latinos de qualquer raça.